# Мюллер-Вольфарт, Ганс-Вильгельм
Ганс-Вильгельм «Мулл» Мюллер-Вольфарт (нем. Hans-Wilhelm Müller-Wohlfahrt, родился 12 августа 1942 в Леерхафе, район Виттмунд) — немецкий спортивный врач-ортопед, известный многим как главный врач сборной Германии по футболу и футбольного клуба «Бавария» из Мюнхена. Один из главных теоретиков и практиков нетрадиционной медицины в спорте, который помог восстановиться многим спортсменам после тяжелейших травм.

## Биография

### Карьера
Родился в семье священника. Получил строгое воспитание (отец не одобрял увлечение сына медициной). После кончины отца всё же окончил медицинский факультет Кильского университета имени Христиана Альбрехта в 1971 году, работал с 1971 по 1977 годы в отделении ортопедии берлинской больницы имени Рудольфа Вирхова под руководством профессора Фрица Хофмайстера. В 1975 году занял должность клубного врача берлинской футбольной команды «Герта», а в апреле 1977 года переехал в Мюнхен, где проходил стажировку в Центре ортопедии и спортивной медицины. С 1977 года и по настоящее время (с перерывом в сезоне 2008/2009) занимает должность главного врача футбольной команды «Бавария», а с 1996 года работает и врачом сборной Германии по футболу.
В мае 2008 года Мюллер-Вольфарт открыл собственный центр ортопедии и спортивной медицины в старом районе Мюнхена, площадь всего комплекса занимает 1600 м². Финансировал строительство центра Дитмар Хопп, владелец клуба «Хоффенхайм». В том же году в ноябре 2008 года он покинул тренерский штаб «Баварии», но после того, как Юрген Клинсманн в апреле 2009 года был уволен, Мюллер-Вольфарт вернулся на свою должность.
14 апреля 2015 года в матче четвертьфинала Лиги чемпионов УЕФА «Бавария» под руководством Хосепа Гвардиолы проиграла первый матч против «Порту» со счетом 3:1, после чего медицинский штаб был обвинён в поражении. Мюллер-Вольфарт вынужден был подать в отставку. 
После отставки Хосепа Гвардиолы с поста главного тренера Баварии и назначении Юппа Хайнкеса Мюллер-Вольфарт возобновил работу в клубе.

### Семья
Жена — Карин Мюллер-Вольфарт. Дочь — Марен Мюллер-Вольфарт, с 1999 по 2001 годы была замужем за Лотаром Маттеусом, игроком сборной Германии. Есть также сын — Килиан Мюллер-Вольфарт.

### Деятельность
Благодаря стараниям доктора Мюллера-Вольфарта ему удалось восстановить после тяжелейших травм огромное количество спортсменов и вернуть их на былой уровень подготовки. В числе этих спортсменов были футболисты Юрген Клинсманн, Роналдо, Джонатан Вудгейт, Майкл Оуэн, Стивен Джеррард, Акпо Содже, Питер Макдональд, Харри Кьюэлл, Симоне Пепе, Джорджо Кьеллини и Мохаррам Навидкия; легкоатлеты Пола Рэдклифф, Келли Холмс, Морис Грин и Усэйн Болт (в 2010 году он восстанавливал Болта после травмы спины, а в 2012 году успел восстановить ямайца перед Олимпиадой в Лондоне, что позволило тому принять участие в соревнованиях по лёгкой атлетике и стать трёхкратным чемпионом Игр-2012); крикетисты Даррен Гью и Алекс Тюдор; теннисисты Борис Беккер и Иван Лендл; фигуристка Катарина Витт, пловчиха Франциска ван Альмсик, прыгун с трамплина Свен Ханнавальд, гольфист Хосе Мария Оласабаль, регбист Уилл Гринвуд, игроки в австралийский футбол Макс Рук, Марк Кьюлан и Дилан Граймз, велосипедист Стивен Роуч, конькобежец Иван Скобрев. Также у него проходил лечение Боно, вокалист группы U2.
Методы лечения Ганса-Вильгельма, несмотря на их эффективность, зачастую подвергаются критике: его рекомендации по использованию гомеопатических препаратов зачастую критикуются многочисленными специалистами; помимо всего прочего, он зачастую использует препарат «Гиаларт» (нем. Hyalart), получаемый из петушиного гребня и необходимый для снятия боли и восстановления костной ткани. Зачастую ходят слухи о том, что он даже вводит инъекции мёда или телячьей крови (она является составляющей таких лекарств, как актовегин) в организм пациента, что способствует выздоровлению. Сам он относится к биологически активным добавкам неоднозначно.

#### Цитаты
Я в восторге от того, как меня приняли в Баварии. Нигде меня лучше не встречали.
Я ощупываю буквально каждый мускул. Можно даже сказать, что я «вижу» пальцами.
После 40 лет моей работы, я каждый день благодарю, что я могу прожить такую жизнь!